# Kongres opawski
Kongres opawski – spotkanie władców Świętego Przymierza: cesarza Rosji Aleksandra I i cesarza Austrii Franciszka I. Nieobecnego króla Prus Fryderyka Wilhelma III reprezentował następca tronu, Fryderyk Wilhelm IV. Kongres obradował od 20 października do 30 grudnia 1820 w Opawie.
Potwierdzono wówczas zasadę wspólnej interwencji zbrojnej państw Świętego Przymierza w kraju, gdzie ustalony ład zostanie zagrożony wybuchem rewolucji.